# 美國高爾夫協會
美國高爾夫協會（United States Golf Association，USGA）是美國的一個全國性高爾夫球管理機構。美國高爾夫協會和皇家古老高爾夫俱樂部並列擁有制訂高爾夫規則的權力，並且是美國高爾夫公開賽的主辦單位。美國高爾夫協會的總部位於紐澤西州的高爾夫之家。

## 外部連結
- 官方网站
- Database of all USGA Championships results （页面存档备份，存于）